# Lili Chookasian
Lili Chookasian (Chicago, 1º agosto 1921 – Branford, 10 aprile 2012) è stata un contralto statunitense.
Nata in una famiglia armena, iniziò la carriera cantando oratori e debuttò nell'opera passati i 30 anni, dopo aver studiato con Rosa Ponselle..
Esordì, nel ruolo della Cieca de La Gioconda, nel 1962 al Metropolitan Opera di New York, teatro che divenne la sede principale della sua attività fino al 1986 per una totale di 291 recite, sia come protagonista che in parti di fianco. Fra i principali ruoli affrontati nella carriera vi furono Quickly, Ulrica, Azucena , Adalgisa, Erda ,  Amneris, Auntie . Venne diretta da importanti maestri, come Bruno Walter, Georg Solti, Leonard Bernstein, Herbert von Karajan.
Incise Das Lied von der Erde e l'Ottava sinfonia di Mahler con la direzione di Leonard Bernstein per la Columbia, e la Messa di Requiem verdiana per la RCA.
Dopo il ritiro dalle scene nel 1986 si dedicò all'insegnamento presso la School of Music dell'Università di Yale. Nel 2002 fu insignita della Yale's Sanford Medal. Morì nel 2012 all'età di 90 anni.